# Король Шакир
Король Шакир (тур. Kral Şakir) — турецкий мультсериал, созданный Варолом Яшароглу, Берком Токаем, Халуком Джаном Диздароглу и студией Grafi2000 для Cartoon Network, Boomerang и TRT 1. Предварительный просмотр мультсериала состоялась 23 апреля 2016 года. Официальная премьера сериала состоялась 16 мая 2016 года как первый локальный сериал Cartoon Network в Турции, также мультсериал транслируется во многих других странах в Западной Азии и Северной Африке.
7 июня 2024 года на канале «Солнце» состоялась премьера мультсериала в России, а 10 февраля 2025 года состоялась премьера мультсериала на канале «Карусель».
Спин-офф сериала «Kral Şakir Mini» вышел в канун Нового года 2024 года. Сериал ориентирован на дошкольников, показ музыкальных клипов.

## Сюжет
Сериал рассказывает о приключениях антропоморфного льва по имени Шакир, который живет со своей младшей сестрой, кошкой по имени Джанан, матерью по имени Кадрие, которая тоже кошка, и его отцом-львом Ремзи, его приемным 120-летним отцом-черепахой Пиями и их лучшим другом Нежати, фиолетовым слоном. Также есть Миркет, коричневый сурикат-ученый, у которого есть лаборатория, и Танду, коричневая бездомная собака, которая живет на улице и не работает. Три главных злодея шоу — Киршат, Эрдан и Некми, которые являются стервятником, гориллой и лисой соответственно. Начиная с эпизода 235, появляется кузина Неджати, розовая слониха по имени Филсу, она является первым персонажем в шоу, который является инвалидом и использует инвалидную коляску, чтобы передвигаться. Действие шоу происходит в анимированной версии Стамбула, но с магией, космическими кораблями, параллельными мирами и всеми странностями «Обычного мультика».

## Адаптации
По мотивам шоу было снято несколько художественных фильмов, в том числе сценическое шоу под названием «Kral Şakir, Uzdaya Şamata», повествующее о персонажах, отправляющихся в космос. Первый фильм, Kral Şakir: Oyun Zamanı «Let the Game Begin», вышел в кинотеатрах 11 мая 2018 года. Второй фильм, Kral Şakir: Korsanlar Diyarı «Land of Pirates», вышел в кинотеатрах 4 октября 2019 года. Третий фильм, Kral Şakir: Mikrop Avcıları, вышел на турецком потоковом сервисе Exxen эксклюзивно 22 января 2021 года. Kral Şakir: Cumperlop «Splash» также вышел на Exxen в качестве эксклюзива 23 апреля 2021 года. Следующий фильм, Kral Şakir: Geri Dönüşüm «Recycle», вышел в кинотеатрах 14 июля 2022 года. Позже фильм был показан на Disney+ по всему миру на 18 января 2023 года. Следующий и последний фильм «Kral Şakir: Devler Uyandı» вышел в прокат 16 февраля 2024 года. Неизвестно, выйдет ли в будущем еще один полнометражный фильм.

## Персонажи

### Главные персонажи
Шакир — главный герой сериала. Он лев и постоянно носит шляпу. Его шляпа может меняться везде. Он любит приключения. Он успешен в экшн-играх. Он любитель на чужом языке.
Ремзи — отец Шакира и Джанана, жена Кадрие. Он лев. На ней красный свитер. Он работает в банке и играет в видеоигры с Нежати и Шакиром, когда приходит домой с работы. Ребенок душевный.
Нежати — слон фиолетового цвета. Хотя его родители богаты, он не богат. Он работает мужчиной в школе. Он спит, ест и играет в видеоигры в остальное время. Обычно он постоянно бродит. Он лучший друг Ремзи. Они никогда не отделяются друг от друга. Ребенок душевный.
Джанан — белый кот. Она сестра Шакира. Он очень умный и обычно читает книги. В некоторых эпизодах Шакир отправляется в приключение с Ремзи и Нежати.
Кадрие — мать Шакира и Джанана, жена Ремзи. Она также белый кот. Она домохозяйка, убирается в доме и готовит. В некоторых эпизодах Шакир отправляется в приключение с Ремзи и Нежати.

### Второстепенные персонажи
Пиями — дедушка Шакира и Джанана. Это старая водная черепаха. Иногда он становится жертвой шуток Нежати. В эпизоде дня рождения Шакира он подарит ему свою любимую видеоигру.
Филсу — слон, двоюродный брат Нежати. Позже он присоединился к сериалу. Он розового цвета и использует инвалидную коляску.
Танду — бездомная собака, которая живет на свалке и всегда ест то, что выбрасывают другие. Шакир, Ремзи и Нежати всегда дружат с ним.
Меркат — очень умное научное животное. Он делает очень сложные и невероятные изобретения в своей собственной лаборатории. Он несколько раз тестировал свои изобретения на Нежати, Ремзи и Шакире. Большую часть времени это помогает Шакиру, Ремзи и Нежати выбраться из неприятностей, которые они вложили в свои головы. Он согласился взять Канана с собой в качестве ученика.
Киршат — в черном платье богатый высокомерный. Он очень уверен в себе и всегда имеет дело с темными вещами. С ним двое мужчин.
Некми — коза, которая упряма с Нежати. Он сосед Некати, и по соседству его называют Инатчи Нецми.
Эрдан — акбаба, человек, который всегда с Киршатом и помогает ему с его грязной работой.
Кунейт — ворчливый лидар, живущий в квартире, которая обращена к квартире Шакира и его семьи. Он очень старый. Раньше он был известным комиком.
Полат — один из жителей района, он иногда появляется в некоторых сериях.
Сэндвич — персонаж, который появляется в случайных эпизодах. На его имя высмеивали.
Джемшит — сын Акбабы Киршата. Он учится в той же школе, что и Шакир.
Ариф — лучший друг Сэндвича. Он жираф. Появляется в некоторых сериях.
Ведат — сын Горилла Эрдана, который работает рядом с Акбабой Кюршатом. Он тусуется с Цемшитом, который учится в том же классе, что и Шакир.

## Список серий

### 1 сезон (2016-2017)
| Номер серии | Русское название                       | Оригинальное название      | Режиссёр   | Сценарист            | Дата выхода                                                     |
| ----------- | -------------------------------------- | -------------------------- | ---------- | -------------------- | --------------------------------------------------------------- |
| 1           | Планета Кавадак                        | Çöp Odası                  | Берк Токай | Халук Жан Диздароглу | 23 апреля 2016 года (предварительный просмотр) 16 мая 2016 года |
| 2           | Камера, мотор                          | Filmciler                  | Берк Токай | Халук Жан Диздароглу | 23 апреля 2016 года (предварительный просмотр) 16 мая 2016 года |
| 3           | День рождения с дедушкой               | Peyami'nin Listesi         | Берк Токай | Халук Жан Диздароглу | 23 апреля 2016 года (предварительный просмотр) 17 мая 2016 года |
| 4           | Бой с едой                             | Yemek Savaşı               | Берк Токай | Халук Жан Диздароглу | 23 апреля 2016 года (предварительный просмотр) 17 мая 2016 года |
| 5           | Магазин дверей                         | Çok Uzaktaki AVM           | Берк Токай | Халук Жан Диздароглу | 18 мая 2016 года                                                |
| 6           | Сломанный телевизор                    | Bozuk Televizyon           | Берк Токай | Халук Жан Диздароглу | 18 мая 2016 года                                                |
| 7           | Нет жизни без любви                    | Yalnız ve Öfkeli           | Берк Токай | Халук Жан Диздароглу | 19 мая 2016 года                                                |
| 8           | Золотой день                           | Altın Günü                 | Берк Токай | Халук Жан Диздароглу | 19 мая 2016 года                                                |
| 9           | Уборка                                 | Ev İşi                     | Берк Токай | Халук Жан Диздароглу | 20 мая 2016 года                                                |
| 10          | Супер джойстик                         | Süper Joystick             | Берк Токай | Халук Жан Диздароглу | 20 мая 2016 года                                                |
| 11          | Чей папа круче?                        | Babalar Yarışıyor          | Берк Токай | Халук Жан Диздароглу | 19 июня 2016 года                                               |
| 12          | Древнейший спорт                       | En Eski Spor               | Берк Токай | Халук Жан Диздароглу | 2 августа 2016 года                                             |
| 13          | В поисках потерянной косточки          | Kutsal Kemik Avcıları      | Берк Токай | Халук Жан Диздароглу | 3 августа 2016 года                                             |
| 14          | Внутренний мир Нежати                  | İçimde Biri Var            | Берк Токай | Халук Жан Диздароглу | 5 августа 2016 года                                             |
| 15          | Жук по имени Нежати                    | Böcek Necati               | Берк Токай | Халук Жан Диздароглу | 8 августа 2016 года                                             |
| 16          | Цыпы на волю                           | Civcivler Firarda          | Берк Токай | Халук Жан Диздароглу | 4 августа 2016 года                                             |
| 17          | Сны Шакира                             | Şakir'in Rüyası            | Берк Токай | Халук Жан Диздароглу | 10 августа 2016 года                                            |
| 18          | Оригами                                | Origami                    | Берк Токай | Халук Жан Диздароглу | 9 августа 2016 года                                             |
| 19          | День смеха                             | 1 Nisan                    | Берк Токай | Халук Жан Диздароглу | 11 августа 2016 года                                            |
| 20          | Туки-туки за себя                      | Çanak Çömlek               | Берк Токай | Халук Жан Диздароглу | 12 августа 2016 года                                            |
| 21          | Копии Шакира                           | Şakir'in Kopyaları         | Берк Токай | Халук Жан Диздароглу | 7 января 2017 года                                              |
| 22          | Гонка дронов                           | Drone                      | Берк Токай | Халук Жан Диздароглу | 8 января 2017 года                                              |
| 23          | Таинственный сосед                     | Gizemli Komşu              | Берк Токай | Халук Жан Диздароглу | 14 января 2017 года                                             |
| 24          | Диванное царство                       | Kanepe Krallığı            | Берк Токай | Халук Жан Диздароглу | 15 января 2017 года                                             |
| 25          | Большая сила - большая ответственность | Büyük Güç Büyük Sorumluluk | Берк Токай | Халук Жан Диздароглу | 21 января 2017 года                                             |
| 26          | Несчастный кит                         | Mutsuz Balina              | Берк Токай | Халук Жан Диздароглу | 22 января 2017 года                                             |
| 27          | Далека деревенька моя                  | Bir Köy Var Uzakta         | Берк Токай | Халук Жан Диздароглу | 28 января 2017 года                                             |
| 28          | Сбежавший жених                        | Kaçak Damat                | Берк Токай | Халук Жан Диздароглу | 4 февраля 2017 года                                             |
| 29          | Розик                                  | Pembik                     | Берк Токай | Халук Жан Диздароглу | 29 января 2017 года                                             |
| 30          | Чистое море                            | Temiz Deniz                | Берк Токай | Халук Жан Диздароглу | 23 апреля 2017 года                                             |
| 31          | Пиксельное приключение                 | Piksel Macerası            | Берк Токай | Халук Жан Диздароглу | 5 февраля 2017 года                                             |
| 32          | Парк аттракционов                      | Lunapark                   | Берк Токай | Халук Жан Диздароглу | 23 апреля 2017 года                                             |
| 33          | Последний рейс                         | Son Sefer                  | Берк Токай | Халук Жан Диздароглу | 7 августа 2017 года                                             |
| 34          | Звезда боевиков                        | Aksiyon Yıldız             | Берк Токай | Халук Жан Диздароглу | 8 августа 2017 года                                             |
| 35          | За тридевять земель                    | Beylikdüzü ve Ötesi        | Берк Токай | Халук Жан Диздароглу | 9 августа 2017 года                                             |
| 36          | Черпак-Мэн                             | Kepçe Adam                 | Берк Токай | Халук Жан Диздароглу | 10 августа 2017 года                                            |
| 37          | Ночь перед экзаменом                   | Sınav Gecesi               | Берк Токай | Халук Жан Диздароглу | 11 августа 2017 года                                            |
| 38          | Пропавший торт                         | Kayıp Pasta                | Берк Токай | Халук Жан Диздароглу | 14 августа 2017 года                                            |
| 39          | Ответы                                 | Cevaplar                   | Берк Токай | Халук Жан Диздароглу | 15 августа 2017 года                                            |

### 2 сезон (2018)
| Номер серии | Русское название         | Оригинальное название       | Режиссёр   | Сценарист            | Дата выхода           |
| ----------- | ------------------------ | --------------------------- | ---------- | -------------------- | --------------------- |
| 40          | Холодильник              | Buzdolabı                   | Берк Токай | Халук Жан Диздароглу | 5 февраля 2018 года   |
| 41          | Киберспорт               | Elektronik Sporlar          | Берк Токай | Халук Жан Диздароглу | 6 февраля 2018 года   |
| 42          | Банда снеговиков         | Kardan Adamların Yükselişi  | Берк Токай | Халук Жан Диздароглу | 7 февраля 2018 года   |
| 43          | Динозавровый грипп       | Dinozor Gribi               | Берк Токай | Халук Жан Диздароглу | 8 февраля 2018 года   |
| 44          | Бессонница               | Uykusuz                     | Берк Токай | Халук Жан Диздароглу | 9 февраля 2018 года   |
| 45          | Бриллиант Ложечника      | Kaşıkçı Elması              | Берк Токай | Халук Жан Диздароглу | 12 февраля 2018 года  |
| 46          | Самый большой арбуз      | Dünyanın En Büyük Karpuzu   | Берк Токай | Халук Жан Диздароглу | 13 февраля 2018 года  |
| 47          | Шумные соседи            | Çatı Katı                   | Берк Токай | Халук Жан Диздароглу | 14 февраля 2018 года  |
| 48          | Шаман                    | Şaman                       | Берк Токай | Халук Жан Диздароглу | 15 февраля 2018 года  |
| 49          | Игра всей жизни          | Oyun Fuarı                  | Берк Токай | Халук Жан Диздароглу | 16 февраля 2018 года  |
| 50          | Волосы                   | Saç                         | Берк Токай | Халук Жан Диздароглу | 19 февраля 2018 года  |
| 51          | Загадочный метеор        | Gizemli Meteor              | Берк Токай | Халук Жан Диздароглу | 20 февраля 2018 года  |
| 52          | Супермегадуэт            | Muhtişim İkili              | Берк Токай | Халук Жан Диздароглу | 21 февраля 2018 года  |
| 53          | Скорый поезд             | Hızlı Tren                  | Берк Токай | Халук Жан Диздароглу | 6 августа 2018 года   |
| 54          | Плащ фокусника           | Pelerin                     | Берк Токай | Халук Жан Диздароглу | 7 августа 2018 года   |
| 55          | Волшебное перо           | Özelkalem                   | Берк Токай | Халук Жан Диздароглу | 8 августа 2018 года   |
| 56          | Хранители картин         | Sanatın Gardiyanları        | Берк Токай | Халук Жан Диздароглу | 9 августа 2018 года   |
| 57          | Безумный отмен           | Çılgın Değişim              | Берк Токай | Халук Жан Диздароглу | 10 августа 2018 года  |
| 58          | Глобальное потепление    | Kuresel Isınma              | Берк Токай | Халук Жан Диздароглу | 13 августа 2018 года  |
| 59          | Невидимки                | Görünmezlik                 | Берк Токай | Халук Жан Диздароглу | 14 августа 2018 года  |
| 60          | Плутон                   | Pluton                      | Берк Токай | Халук Жан Диздароглу | 15 августа 2018 года  |
| 61          | Злобный шарик            | Sinirli Sihirli Küre        | Берк Токай | Халук Жан Диздароглу | 16 августа 2018 года  |
| 62          | Параллельные вселенные   | Paralel Evrenler            | Берк Токай | Халук Жан Диздароглу | 17 августа 2018 года  |
| 63          | Соколиный глаз           | Kartal Gözü                 | Берк Токай | Халук Жан Диздароглу | 20 августа 2018 года  |
| 64          | Ковёр-самолёт            | Uçan Halı                   | Берк Токай | Халук Жан Диздароглу | 21 августа 2018 года  |
| 65          | Одержимость              | Takıntı                     | Берк Токай | Халук Жан Диздароглу | 22 августа 2018 года  |
| 66          | Три желания              | Üç Dilek                    | Берк Токай | Халук Жан Диздароглу | 23 августа 2018 года  |
| 67          | Странная планета         | Acayip Bir Gezegen          | Берк Токай | Халук Жан Диздароглу | 24 августа 2018 года  |
| 68          | Радуга                   | Gökkuşağı                   | Берк Токай | Халук Жан Диздароглу | 27 августа 2018 года  |
| 69          | Мир Лжи                  | Yalan Dünya                 | Берк Токай | Халук Жан Диздароглу | 28 августа 2018 года  |
| 70          | Шоколадное приключение   | Çikolata Adam'ın Yalnızlığı | Берк Токай | Халук Жан Диздароглу | 29 августа 2018 года  |
| 71          | Чёрная дыра              | Kara Delik                  | Берк Токай | Халук Жан Диздароглу | 30 августа 2018 года  |
| 72          | Конец интернета          | İnternetin Sonu             | Берк Токай | Халук Жан Диздароглу | 31 августа 2018 года  |
| 73          | Она купила время         | Zamanı Satın Alan Kadın     | Берк Токай | Халук Жан Диздароглу | 3 сентября 2018 года  |
| 74          | Обет молчания            | Sessizlik Yemini            | Берк Токай | Халук Жан Диздароглу | 4 сентября 2018 года  |
| 75          | Книга рекордов           | Rekorlar Kitabı             | Берк Токай | Халук Жан Диздароглу | 5 сентября 2018 года  |
| 76          | Временная петля          | Zaman Döngüsü               | Берк Токай | Халук Жан Диздароглу | 6 сентября 2018 года  |
| 77          | Кюнефэ                   | Künefe                      | Берк Токай | Халук Жан Диздароглу | 7 сентября 2018 года  |
| 78          | Супермегаклассный рюкзак | Süper Mega Muhtişim Çanta   | Берк Токай | Халук Жан Диздароглу | 10 сентября 2018 года |

## Роли озвучивали

### В оригинале
Мустафа Орал — озвучивает Шакира
Атилла Шендил — озвучивает Ремзи
Левент Юнсал (2016-2020), Эмре Туранлы (2020 – настоящее время) — озвучивает Нежати
Дидем Атлихан — озвучивает Джанана
Сема Кахриман — Кадрие
Барыш Озгенч — озвучивает Киршата
Онур Акгюльгиль — озвучивает Мерката
Седат Йылмаз —  озвучивает Пиями
Синан Диврик — озвучивает Эрдана
Хакан Акын — озвучивает Танду

### В русском дубляже
Валерий Чеботаев — озвучивает Шакира
Андрей Лёвин — озвучивает Ремзи и Киршата
Александр Фенин — озвучивает Нежати и Эрдана
Александр Васильев — озвучивает Танду, Мерката и Пиями
Светлана Кузнецова — озвучивает Кадрие
Полина Войченко — озвучивает Джанана
Елизавета Чабан — озвучивает

## Трансляции
| Страна         | Язык дубляжа | Телеканал или видеосервис                                                                                        | Дублированное название |
| -------------- | ------------ | --- | ---------------------- |
| Россия         | русский      | Солнце, Карусель, Ani, Okko, Start, Иви, КиноПоиск, VK Видео                                                     | Король Шакир           |
| Турция         | оригинал     | Cartoon Network, Boomerang, TRT 1, Cartoonito, belN Connect, YouTube, Exxen, Netflix, TOD TV, Tivibu, D-Smart Go | Kral Şakir             |
| Венесуэла      | испанский    | YouTube | El rey Shakir          |
| Греция         | греческий    | Cartoonito | Βασιλιάς Σάκιρ         |
| ОАЭ            | арабский     | Cartoon Network, Cartoonito, YouTube                                                                             | ليث ذا كينغ            |
| Египет         | арабский     | Cartoon Network, Cartoonito, YouTube                                                                             | ليث ذا كينغ            |
| Индия          | хинди        | YouTube, Vimeo                                                                                                   | राजा शाकिर                 |
| Вьетнам        | вьетнамский  | POPS, POPS Kids, SCTV19, TV360, MyTV                                                                             | Chuyện Của Muông Thú   |
| Великобритания | английский   | Netflix, Vimeo, Cartoonito, YouTube                                                                              | King Shakir            |
| США            | английский   | Netflix, Vimeo, Cartoonito, YouTube                                                                              | King Shakir            |

## Факты
- В настоящее время транслируется по телевидению на Ближнем Востоке.
- Ранее Нежати озвучивал Левент Юнсал, но после его смерти в 2020 году его заменил Эмре Туранлы.